# James O’Neal
James O’Neal (* 25. Januar 1949 in Shawnee (Oklahoma); † 12. August 1998 in Berlin) war ein US-amerikanischer Opernsänger (Tenor).

## Leben und Karriere
James O’Neal studierte an der California State University sowie an der Cameron State University in Lawton (Oklahoma). Er trat an bedeutenden Opernhäusern in Europa und den USA auf. 1979 debütierte er an der Santa Fe Opera als einer der Juden in Salome von Richard Strauss. Anschließend wechselte er nach Europa, wo er in der Spielzeit 1979/80 ein Engagement am Theater St. Gallen antrat. Für die Jahre 1980 bis 1982 wechselte er an das Stadttheater Bern. Danach wirkte O’Neal am Stadttheater Bielefeld (Intendant: Heiner Bruns, Oberspielleiter: John Dew).
1985 schloss er einen Gastvertrag mit der Staatsoper Berlin ab, an der man ihn als Arrigo in Verdis Die sizilianische Vesper, als Turiddu in Cavalleria rusticana und als Des Grieux in Manon Lescaut von Puccini hörte. 1990 erzielte er an diesem Haus in der Titelrolle des Lohengrin einen besonderen Erfolg. Nachdem er bereits 1982 an der Oper von Monte Carlo als Bacchus in Ariadne auf Naxos von Richard Strauss gastiert hatte, sang er 1991 an der Oper Rom den Leukippos in Daphne vom gleichen Komponisten, 1992 beim Spoleto Festival den Walther von Stolzing in den Meistersingern, den er dann auch am Teatro Verdi in Triest vortrug (ebenda 1994 den Max im Freischütz).
1991 sang er am Staatstheater von Oldenburg den Paul in der Toten Stadt, in Luzern den Horace in der Oper Venus von Othmar Schoeck. 1992 war er in der Eröffnungsvorstellung des renovierten Opernhauses von Chemnitz der Titelheld im Parsifal.
1994 gastierte er an der Oper von Helsinki als Lohengrin, an der Oper von Oslo als Siegmund, 1995 dann als Siegfried im Ring des Nibelungen, 1996 als Loge, Siegmund und Siegfried in Gesamtaufführungen des Ring-Zyklus.
1993 sang er in Los Angeles den Kaiser in der Frau ohne Schatten von Richard. Strauss, 1995 in Washington den Pedro in Tiefland von Eugen d’Albert, 1996 am Theatre Chatelet Paris die Titelrolle in Oedipus Rex von Strawinsky. 1996 sang er an der Hamburger Staatsoper die Titelpartie in der Uraufführung der nachgelassenen Oper König Kandaules von Alexander von Zemlinsky. Weitere Gastspiele erfolgten an Theatern in Belgien und Holland. Sein Repertoire an anderen Bühnen enthielt noch Partien wie den Belmonte in Die Entführung aus dem Serail, den Pollione in Norma, die Titelrolle in Roberto Devereux (Donizetti) und den Luigi in Il tabarro von Puccini.
An der Deutschen Oper Berlin sang er den Stolzing in den Meistersingern, den Siegmund in der Walküre an der Staatsoper Unter den Linden und an der Staatsoper Dresden den Parsifal. Außerdem gastierte er in Oslo, an der Washingtoner Oper und in Los Angeles.
In Bielefeld interpretierte er Partien folgender teils selten gespielter Opern:
- Azor in Zemire und Azor von André-Ernest-Modeste Grétry
- Belmonte in Die Entführung aus dem Serail von W. A. Mozart
- Graf Almaviva in Il barbiere di Siviglia von Gioacchino Rossini
- Nemorino in Der Liebestrank von Gaetano Donizetti
- Roberto in Roberto Devereux von Gaetano Donizetti
- Eleazar in La Juive von Fromental Halévy
- Pollione in Norma von Vincenzo Bellini
- Elvino in La sonnambula von Vincenzo Bellini
- Steuermann in Der fliegende Holländer von Richard Wagner
- Riccardo in Un ballo in maschera von Giuseppe Verdi
- Amandus in Der singende Teufel von Franz Schreker
- Erik in Fennimore und Gerda von Frederick Delius
- Paul in Die tote Stadt von Erich Wolfgang Korngold,
- Lord Darnley in Maria Stuart, Königin von Schottland (Mary, Queen of Scots) von Thea Musgrave
- Rodolfo in La Bohème von Giacomo Puccini
- Jason in Transatlantik von George Antheil
- Ruh’ und Frieden (A Quiet Place) von Leonard Bernstein
- Tannhäuser (Titelrolle) (1998).